# George Frederic Kribbs

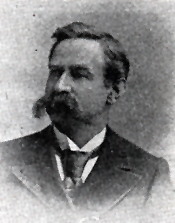
George Frederic Kribbs

George Frederic Kribbs (* 8. November 1846 im Clarion County, Pennsylvania; † 8. September 1938 in Kissimmee, Florida) war ein US-amerikanischer Politiker. Zwischen 1891 und 1895 vertrat er den Bundesstaat Pennsylvania im US-Repräsentantenhaus.

## Werdegang
Der auf einer Farm geborene George Kribbs besuchte die öffentlichen Schulen seiner Heimat und danach die Emlenton Academy. Im Jahr 1873 absolvierte er das Muhlenberg College in Allentown. Nach einem anschließenden Jurastudium und seiner 1875 erfolgten Zulassung als Rechtsanwalt begann er in Clarion in diesem Beruf zu arbeiten. In den Jahren 1876 und 1889 war er dort auch Bürgermeister. Zwischen 1877 und 1889 gab er die Zeitung Clarion Democrat heraus. Politisch war er Mitglied der Demokratischen Partei.
Bei den Kongresswahlen des Jahres 1890 wurde Kribbs im 28. Wahlbezirk von Pennsylvania in das US-Repräsentantenhaus in Washington, D.C. gewählt, wo er am 4. März 1891 die Nachfolge von James Kerr antrat. Nach einer Wiederwahl konnte er bis zum 3. März 1895 zwei Legislaturperioden im Kongress absolvieren. Im Jahr 1894 wurde er von seiner Partei nicht mehr zur Wiederwahl nominiert.
Nach dem Ende seiner Zeit im US-Repräsentantenhaus praktizierte Kribbs wieder als Anwalt. Außerdem wurde er nochmals Bürgermeister von Clarion. Er war auch Vorstandsvorsitzender der Clarion State Normal School. Im Jahr 1896 zog er in das Osceola County in Florida, wo er zunächst Orangen anbaute. Seit 1907 lebte er in der dortigen Stadt Kissimmee, wo er wieder als Rechtsanwalt tätig war. 1908 wurde er Staatsanwalt im Oceola County; in den Jahren 1909 und 1910 fungierte er dort auch als Richter. Anschließend arbeitete er bis 1926 wieder als Rechtsanwalt. Danach zog er sich in den Ruhestand zurück. Er starb am 8. September 1938 in Kissimmee, wo er auch beigesetzt wurde.